# José Ángel Cilleruelo
José Ángel Cilleruelo (Barcelona, 1960) és poeta, narrador, traductor i crític.

## Obra

### Novel·la
- El visir de Abisinia (2001)
- Trasto (2004)
- Doménica (2007 i 2009)
- Al oeste de Varsovia (2009)
- Una sombra en Pekín (2011)
- Ladridos al amanecer (2011)

### Llibres de relats
- Ciudades y mentiras (1998)
- Cielo y sombras (2000)
- De los tranvías (2001)
- Taller de miniaturas (2025)

### Obra poètica
- El don impuro (1989)
- Maleza (1995)
- Salobre (1999)
- Formas débiles (2004)
- Frágiles (2006)
- Maleza (ciclo completo 1990-2010) (2010)
- Tapia con mirlo (2014)
- Lunáticos (2017)
- La mirada. Antología esencial (2017)
- Pájaros extraviados (2019)
- El ausente. Cien autorretratos (2021)
- De la mano (2023)

### Poemes en prosa
- Galería de charcos (2009)
- Vitrina de charcos (2011)
- Becqueriana (2015)
- Cruzar la puerta que quedó entornada (2017)

### Aforismes
- Lunáticos (2017)
- Ventana ciega (2024)

### Estudis i antologies
- Nórdica (1994, estudi sobre la poesia asturiana recent)
- Antología de la Poesía Romántica Española (1997)
- Antología de la Poesía Española Contemporánea (2002)
- El arte de la pobreza. Diez poetas portugueses contemporáneos (2007)
- Poesía y ciudad (2011) (edició en xarxa)

### Traduccions
- Ha traduït a poetes i escriptors de llengua portuguesa com Eugénio de Andrade, Jorge de Sena, Joaquim Machado de Assis, Vinícius de Moraes, Mia Couto, Fátima Maldonado, Manuel de Freitas i Jorge Gomes Miranda.

### Dietaris
- Barrio Alto (1997, llibre sobre Lisboa què inclou textos narratius, assagístics i poètics)
- Almacén. Dietario de lugares (2014)
- El pabellón dorado. Dietario de lugares, 2 (2018)
- Añil. Diario de sensaciones (2021)
- Dedos de leñador. Días de 2019 (2021)
- Azada de jardín. Diario (2023)

## Premis literaris
- Premi Ciudad de Córdoba-Ricardo Molina (1999)
- Premi Hermanos Argensola (2004)
- Premi Málaga de Novela (2008)
- International Poetry Award of Novi Sad (2018)
- I Premi Lorenzo Gomis de Poesia (2020)

## Blocs en xarxa
- El visir de Abisinia. Blog de creació literària
- Sortilegio. Antologia poètica
- El balcón de enfrente. Llibre-blog de crítica poètica
- Ventanilla de vagón. Dietari 2019-2023